# ماسانوري إيكيدا
ماسانوري إيكيدا (باليابانية: 池田 政典) مواليد 1 ديسمبر 1966، هو مؤدي أصوات ياباني.

## أعمال
- روروني كنشين
- أمير التنس
- كاتيكيو هيتمان ريبورن!
- روروني كنشين

## روابط خارجية
- ماسانوري إيكيدا على موقع IMDb (الإنجليزية)
- ماسانوري إيكيدا على موقع ميوزك برينز (الإنجليزية)
- ماسانوري إيكيدا على موقع ديسكوغز (الإنجليزية)
- ماسانوري إيكيدا على موقع قاعدة بيانات الفيلم (الإنجليزية)